# ريتشارد كارير
ريتشارد سيفانتيس كارير (بالإنجليزية: Richard Carrier)‏ (مواليد 1 ديسمبر، 1969) هو مؤلف وناشط أمريكي، يركز عمله على الفلسفة التجريبية، والإلحاد، والوثوقية التاريخية ليسوع. هو مساهم لوقت طويل في مواقع الويب الفلسفية للنشر الذاتي، ومن ضمنها ذا سيكيولار ويب وفريثوت بلوغز، نشر كارير عددًا من الكتب والمقالات عن الفلسفة والدين في العصور الكلاسيكية القديمة، ناقش تطور المسيحية المبكرة من وجهة نظر شكوكية، وما يتعلق بالدين والأخلاق في العالم الحديث. ناقش علانيةً عددًا من المؤرخين الدينيين بخصوص الأسس التاريخية للإنجيل والمسيحية. هو مناصر بارز لنظرية عدم وجود المسيح، وقد ناقشها في عدد من أعماله. مع ذلك، أثبتت منهجية كارير واستنتاجاته في هذا المجال أنها مثيرة للجدل وغير مقنعة، وغالبًا ما يُعرف هو ونظرياته بأنهم «هامشيون».

## خلفية
في مقال سيرته الذاتية، «من طاوي إلى كافر»، يناقش كارير نشأته في كنيسة ميثودية معتدلة، وتحوله للطاوية في مرحلة بلوغه المبكرة، ومواجهته مع الأصوليين المسيحيين بينما كان في حرس السواحل الأمريكي، ودراسته الأكثر عمقًا للدين والمسيحية والفلسفة الغربية، التي أدت به في النهاية لاعتناقه الطبيعية. منذ عام 1995 إلى 2015، تزوج من جينيفر روبن كارير. كشف كارير أنه متعدد الزوجات، مُعلنًا عن انتهاء زواجهما، وأنه بعد إعلامه زوجته بعلاقاته خارج نطاق الزواج، كانت السنتان الأخيرتان من زواجهما علاقة مفتوحة.
في عام 2008، حصل كارير على شهادة الدكتوراه في التاريخ القديم من جامعة كولومبيا، حيث درس تاريخ العلم في العصور القديمة. كان عنوان أطروحته «السلوكيات تجاه الفيلسوف الطبيعي في الإمبراطورية الرومانية المبكرة (100 قبل الميلاد إلى 313 بعد الميلاد)». نشر عدة مقالات وفصول في كتب عن موضوع التاريخ والفلسفة.
لعدد من السنوات، كان كارير محررًا ومساهمًا كبيرًا لموقع ذا سيكيولار ويب، فكتب عن مواضيع الإلحاد والطبيعانية الوجودية؛ وشكلت هذه لاحقًا أسس كتابه الحس والخير دون الله. ألَّف أيضًا عمودًا عاديًا على موقع الويب فرثوت بلوغز؛ عُلِّق هذا في عام 2016 وسط اتهامات بسلوكيات ذات إيحاءات جنسية. كان كارير في الغالب متحدثًا مميزًا في العديد من المؤتمرات الشكوكية والإنسانية العلمانية والفكر الحر والإلحادي، مثل مهرجان الفكر الحر السنوي في ماديسون، ويسكونسن، مؤتمر سكيبّتيكون السنوي في سبرينغفيلد، ميزوري، ومؤتمرات بإشراف منظمة الملحدين الأمريكان.
دافع كارير بقوة عن حركة إلحادية تسمى «أيثيزم بلاص» التي اعتبرت أن الإلحاد يفرض على المرء امتلاك أجندة سياسية خاصة، لا قلة الإيمان بالله فحسب. انتقد العالم ماسيمو بّيليوتشي كارير لكونه غير متسامح مع الناس الذين لم يتفقوا معه ومع آراءه الإلحادية ولجعله أجندة «أيثيزم بلاص» راديكاليةً. اقتبس بّيليوتشي أيضًا مُنشئ «أيثيزم بلاص»، جين ماكريت، وقال منتقدًا كارير: «أصبح لدي أخيرًا وقت لقراءة قطعة #إيثيزم بلاص لكارير. كانت لغته قاسية بشكل غير ضروري، خلافية وتمييزية ضد المعاقين. ولا تمثل إيه+».

## النقاشات العامة ووسائل الإعلام الأخرى
شارك كارير في عدة نقاشات رسمية، سواء على الإنترنت أو شخصيًا، حول مجموعة من المواضيع، من ضمنها الطبيعية، والتفسيرات الطبيعية لاعتبارات القيامة للمسيحية المبكرة، وأخلاقية الإجهاض، والمصداقية العامة للكتاب المقدس. ناقش مايكل آر. ليسونا حول قيامة يسوع في جامعة كاليفورنيا، لوس أنجلوس في 19 إبريل، 2004. وناقش كارير الملحدة جينيفر روث على الإنترنت حول أخلاقية الإجهاض. ودافع عن الطبيعية في نقاشات رسمية مع توم وانشيك وحسنين راجابالي. وناقش ديفد مارشال حول المصداقية العامة للعهد الجديد. شملت نقاشاته حول تاريخية يسوع أستاذ الدراسات الدينية زيبا أي. كروك، والمؤرخين المسيحيين ديفّ ليهمان ودوغ هامبّ. 

## وصلات خارجية
- الموقع الرسمي
- ريتشارد كارير على موقع IMDb (الإنجليزية)
- ريتشارد كارير على موقع قاعدة بيانات الفيلم (الإنجليزية)